# Josep Ruaix i Duran
Josep Ruaix i Duran, conegut com a J.R. Duran, (Mataró, Maresme, 22 de juliol de 1952) és un fotògraf de moda i de publicitat brasiler, d'origen català. Actualment resideix a São Paulo.

## Biografia
Al Brasil des del 1970 i amb estudi fotogràfic muntat a São Paulo, a partir del 1979 va començar a fotografiar per a revistes de moda com Vogue i Elle Brasil, i esdevingué 115 vegades el fotògraf de portada de l'edició brasilera de la revista Playboy. Al mateix temps va començar a treballar per a agències de publicitat com DPZ, McCann, Thompson i Talent, per a grans clients com Johnson & Johnson, General Motors, Volkswagen, Souza Cruz, British American Tobacco i altres.
El 1989 es va traslladar als Estats Units, on va treballar per a Harper's Bazaar EUA, Elle (edicions francesa, anglesa, italiana i espanyola), Mademoiselle, Glamour, Tatler, Vogue (alemanya), així com per a agències de publicitat com Grey Advertising, Saatchi & Saatchi, DDB i altres.
En el Brasil, va realitzar campanyes per a Intelig, cigar Charm, cervesa Kaiser, Embratel, Telesp, Banco do Brasil, cigar Free, Antarctica, Martini, Motorola, Lojas Riachuelo, Credicard, Hering, Banco Real, Banco Itaú, Telefònica, Sadia i McCafé.
El 1995 va tornar a viure al Brasil.

## Exposicions
- El 1984 va realitzar la seva primera exposició, «Beijos Roubados» (Petons Robats), a la Galeria Paulo Figueiredo, São Paulo.[4]
- El 1994 va realitzar la seva segona exposició, «Passageiro Distante» (Passatger Distant), a la Galeria São Paulo.[4]
- El 2003 va inaugurar l'exposició de fotografies JRDURAN, en el Museu d'Art Brasilera de la FAAP.[5]

## Premis
Va guanyar set premis Abril de Periodisme. Va ser portada de l'edició nacional de la revista Veja el gener del 1988, amb el títol El Mag de les Lents.
Té assaigs sobre els seus treballs publicats a les revistes Forum (alemanya), Zoom (edicions francesa, italiana i japonesa), Man (espanyola) i Photo (francesa).

## Llibres
- As melhores fotos (1988)[4]
- 18 Fotos (1991)[4]
- Lisboa (2000, novel·la)[4]
- Cadernos Etíopes (2008)[1]